# Бобрик (Погарский район)
Бо́брик — село в  Погарском районе Брянской области России. Входит в состав Гринёвского сельского поселения.

## География
Расположено в южной части Брянской области, в зоне хвойно-широколиственных лесов, на левом берегу реки Вабли, при  автодороге 15К-1909 (некогда проселочной дороге Стародуб — Погар), в 15 км от Погара. К селу примыкает посёлок Новый Синин.

### Климат
Климат характеризуется как умеренно континентальный, с тёплым летом и умеренно холодной зимой. Средняя температура воздуха самого тёплого месяца (июля) — 18,2 °C (абсолютный максимум — 36 °C); самого холодного (января) — −8,2 °C (абсолютный минимум — −37 °C). Среднегодовое количество атмосферных осадков составляет 549—641 мм, из которых большая часть выпадает в тёплый период. Снежный покров держится в течение 115—125 дней. В тёплый период (апрель-сентябрь) преобладают ветры северо-западных, северо-восточных и западных направлений, а в холодный период (октябрь-март) — юго-западных, южных и западных.

## История
Село старинное, казацкое и владельческое.
Упомянуто в грамоте польского короля Сигизмунда III Вазы от 30 марта 1610 года как пожалованное Фоке Васильевичу Щеголеву, оставшееся после смерти его двоюродного брата Степана Федоровича Щеголева: «отчинка сельцо Бобрик с деревнями… над речкою Ваблею». При польском владении принадлежало Новгород-Северскому старосте А. Пясочинскому, который начал было селить здесь своих подданных крестьян. Но оказалось, что село уже отдано польским королём Владиславом IV шляхтичу Пенскому. При гетмане Б. Хмельницком, как и другие, оставалось «в диспозиции гетманской и войсковой» и служило на Погарскую ратушу: на 1723 год имело 15 дворов и 20 бобыльских хат крестьян «грунтовых».
Историк Филарет заметил, что документом от 9.3.1669 года мельницы в селе Бобрик были отданы «кафедре» (возможно кафедральному собору). На 1723 год в селе 24 двора казацких, в том числе казака Бурого. На 1735 год значится Бобринский курень Погарской сотни.
В 1740-е годы основными владельцами в селе стали представители известной погарской фамилии Косачей, дворян из знатных казаков. Городовой атаман и войт Погара в 1720-е годы К. И. Панюшка оставил по завещанию своему племяннику Степану Косачу имение в Бобрике, купленное в разные годы и утверждённое за ним 31.5.1735 года. С. Косач с января 1732 года служил писарем суда Стародубского полка, позже был избран предводителем дворян Погарского повета, его сын П. С. Косач — последним предводителем дворян уезда (1797 года).
Бобрикское имение на 1767 год выглядело так: жилой двор, винокурня на 1000 ведер в год, два шинка. Пахотное поле на 47 четвертей, сенокос на 195 возов. На тот год в Бобрике было: 32 двора казаков, в них — 141 мужчина и 133 женщины; у казаков — 74 куска конопляных огородов, пахотного поля 40 чверток, лучшего сенокоса на 230 возов и болотного на 420, 220 лошадей, 100 коров, 255 овец, 140 свиней; у 6.т. Степана Косача 24 двора подданных и в них 12 6. хат, 128 мужчин и 102 женщины; у них: на 400 возов сенокосов, 135 лошадей, 60 коров; у б.т. Михаила Миклашевского в селе 2 двора и 20 подданных от его родителей.
Погарский протопоп Стефан Смельницкий имел в селе винокурню, девять работников и сенокосу на 130 возов. Сотенный есаул Погара, отставной значковый товарищ и ревизор за поселенцами на купленных землях в 1740-е годы Иван Перегонец имел здесь дом, огороды, наемных работников. Часть казацких земель была в залоге у названных лиц, а большая часть — у их подданных.
От С. Косача имение перешло к его сыновьям Петру и Василию. На 1783 год Петру и его жене А. Дублянской (дочь генерального судьи) принадлежало 102 души подданных.
От Косачей имение Бобрика перешло к помещикам Соломко, дворянам из Переяславского уезда, от войскового товарища 1678 года Михаила Соломки.
В XVIII веке в селе было 62 — 68 дворов, на 1897 год — 167 дворов и 1086 жителей, на 1901 год — 501 мужчина и 499 женщин.
Еще в 1740-е годы была отмечена хорошая ценность бобрикской земли. В XIX веке средние урожаи по ржи составляли 32 пуда с десятины, по гречихе — 30 пудов. Земля делилась на три смены: «Козинская», к Рассухе и к Олефину, и третья — к Човпне.
По названию Бобрика в 1610 году «сельцо» можно думать, что здесь уже была церковь. Михайловская церковь на 1735 год есть в списке Погарской протопопии. При описании села в 1767 году "видно, что в Бобрике была сооружена деревянная церковь Архангела Михаила и при ней колокольня в 1764 году. При церкви находилась школа, в которой жил дьячок из казаков Кирилло Сосек.
Известна постройка в 1800 году и перестройка в 1830 году (обновлена в 1833 году). Храмовый праздник села 21 ноября (8 ноября ст.ст.). 24 июля 1855 года «от большого пожара в селе» сгорела колокольня. Число прихожан в 1770 — 1860-е годы от 650 до 800 человек. Когда в 1913 — 14 годах объявлялась вакансия на священника, то прихожан было 1095 и 138 дворов. Где-то с 1880-х годов и до 1913 года священствовал Иван Григорьевич Смельницкий с псаломщиком В. Н. Солодовником. Из других известны здесь Андрей Грабовский, Иоанн Смирнов, Дмитрий Фручиков, Григорий Гордеенко (законоучитель). В советское время церковь трижды закрывалась. Восстановлена первой в районе в 1988 году под руководством умельца Кайдошко Е. М. Долгие годы служил Боровик Овсей Иванович.
По ведомости от 15.5.1875 года в селе была церковная школа, где обучались 12 мальчиков. В 1872 году было открыто светское начальное народное училище (школа). Сегодня ему 133 года. На 1913 год в нем обучалось 35 мальчиков и 5 девочек с учителем Анатолием Ивановичем Кайструковым, в 1910 году при нем создана библиотека. С 1938 года — восьмилетка. В 1994 г. построено новое типовое двухэтажное здание. В школе трудились А. В. Мелихов, Т. Ф. Косицкий, М. И. Радченко, И. А. и А. И. Тубины, З. Ф. Голайдо, II.Ф. и В. В. Стрижаковы. Школа гордится своими выпускниками: В. А. Желтоножским — доктором физико-математических наук, П. С. Хохловым — доктором химических наук, В. В. Бобылевым — полковником генштаба МО, П. С. Хохловым — военврачом, кандидатом наук, Малашенко В. А. — депутатом ГД РФ..

### Административно-территориальное деление
В административном плане село входило в Гринёвскую волость, с 1923 года — в Погарскую. На 1926 год в Бобрикский сельсовет входили пос. Трубчанка, х. Греков, х. Бураков, х. Кулюдин, х. Зайцев.

## Население
| 2010 | 2013 |
| ---- | ---- |
| 266  | ↘253 |

## Инфраструктура
Личное подсобное хозяйство с зоной сельскохозяйственного использования, индивидуальная застройка усадебного типа.
Основа экономики — сельское хозяйство. В 1930 году был образован колхоз «Парижская Коммуна», первые руководители — Ф. Ткаченко, В. Пискун. В 1958 году построен первый в районе механизированный кирпичный завод с кольцевым обжигом. В 1960 году
колхоз объединился с «Новым Синином» и стал называться «Родина». Дважды им руководил И. Г. Максюто.
Бобрикская школа, Бобрикский дом культуры, ФАП.

## Транспорт
Остановка общественного транспорта «Бобрик».